# (1948) Kampala
(1948) Kampala (1935 GL) – planetoida z pasa głównego asteroid okrążająca Słońce w ciągu 4,04 lat w średniej odległości 2,53 j.a. Odkryta 3 kwietnia 1935 roku.